# Mangkualam
Mangkualam is een plaats in het bestuurlijke gebied Pandeglang in de provincie Banten in Indonesië. Het dorp telt 2276 inwoners (volkstelling 2010).